# Л-22
Л-22 — советский дизель-электрический подводный минный заградитель типа «Ленинец» серии XIII-1938.

## История корабля
Лодка была заложена 4 декабря 1938 года на заводе № 189 в Ленинграде, заводской номер 304. 25 сентября 1939 года спущена на воду, к началу войны достраивалась, в сентябре 1941 по Беломоро-Балтийскому каналу была переведена на север, достраивалась на заводе № 402 в Молотовске. 28 августа 1942 года вступила в строй и вошла в состав Северного флота. В мае 1943 года получила гидролокатор «Дракон-129».
Всего за годы войны совершила 12 боевых походов, суммарно 118 суток. Произвела 3 торпедных атаки с выпуском 20 торпед, в результате одной из них был повреждён транспорт «Рюдесхаймер», которому попадание в корму оторвало руль. Выполнила 10 минных постановок, выставила 200 мин. На минах Л-22 подорвались госпитальное судно «Бирка» (1000 брт) и катер-тральщик R64. В июле 1945 года корабль был награждён орденом Красного Знамени.
В 1949 году переименована в Б-22. В 1951 году вошла в новообразованную 161-ю бригаду подводных лодок. В 1955 году выведена из состава флота, использовалась в обеспечении испытаний ядерного оружия на Новой Земле. Вошла в состав 241-й бригады опытовых кораблей, непосредственно участвовала в наземном ядерном испытании № 43 и в испытании ядерной торпеды Т-5 в 1957 году, в 1959 году расформирована и позднее разделана на металл. Часть боевой рубки Л-22 выставлена в экспозиции музея Северного флота